# Chemin de fer Kisangani-Ubundu
La ligne de chemin de fer Kisangani - Ubundu est une ligne de chemin de fer à écartement métrique et voie unique en République démocratique du Congo en Province orientale entre la gare de Kisangani et Ubundu. Sa longueur est de 125 km et elle est exploitée par la Société nationale des chemins de fer du Congo (SNCC). 

## Histoire
La ligne fut construite de février 1903 à avril 1906 par la Compagnie du Chemin de fer du Congo Supérieur aux Grands Lacs africains (CFL).
La voie a souffert de désaffectation en raison du non-investissement et des guerres qui se sont succédé dans la région. Dans les années 2000, la forêt avait repris ses droits sur le chemin de fer et la route parallèle qui n'étaient plus entretenus. En 2006, la voie a été restaurée et le trafic a pu reprendre.  
Le 12 janvier 2012, le chemin de fer est rouvert après une interruption de 6 mois dû à une avarie.

## Matériel roulant
En 2012, la SNCC ne disposait sur le tronçon que d'une locomotive datant de 1963.